# Vincent Moscato
Pour les articles homonymes, voir Moscato (homonymie).

a Compétitions nationales et continentales officielles uniquement.

b Matchs officiels uniquement.
Dernière mise à jour le 22 janvier 2012.
Vincent Moscato, de son nom de naissance Thierry Moscato, est un ancien joueur international de rugby à XV français, né le 28 juillet 1965 à Paris dans le 14e arrondissement, évoluant au poste de talonneur (plus rarement pilier gauche), qui débuta à Gaillac et qui fut champion de France en 1991 avec Bordeaux Bègles et en 1998 avec le Stade français. Il est aujourd'hui animateur radio sur RMC, comédien et humoriste.

## Carrière de rugbyman

### Historique
Formé à l'UA Gaillac, il a été à deux reprises champion de France juniors crabos (en 1983 et 1984). Pendant cette période, il rencontre Bernard Laporte.
Il fait ses premiers pas dans l'élite du rugby français dans le club du Sporting club albigeois lors de la saison 1984-1985.
À l'automne 1985, il rejoint le Sporting club graulhetois où il disputera une demi-finale en 1986 et où il restera jusqu'en 1988, date de son départ pour Bordeaux Bègles.
Il se fait connaître pour la première ligne qu'il forme avec Serge Simon et Philippe Gimbert, tous les trois avec le crâne rasé à blanc et surnommés les « Rapetous ». Il est aussi l'un des membres essentiels de la « tortue » béglaise, sorte de maul ou groupé pénétrant intraitable qui brisa plus d'un pack de l'Hexagone lors de la saison 1990-1991 et amena l'équipe de Bègles au titre de champion de France.
Le 22 octobre 1989, il est sélectionné pour la première fois avec les Barbarians français pour jouer contre les Fidji à Bordeaux. Les Baa-Baas s'inclinent 16 à 32.
À la suite du titre de champion de France, il est sélectionné en équipe de France lors de l'été 1991 face à la Roumanie, puis aux États-Unis. Il participe au Tournoi des cinq nations 1992 en battant le pays de Galles mais, face à l'Angleterre, il est expulsé pour brutalité à la suite d'une fourchette (doigts dans les yeux) à son adversaire Brian Moore, son compère de première ligne Grégoire Lascubé ayant été lui aussi expulsé toujours pour brutalité cinq minutes plus tôt. Il est alors suspendu huit mois.
Vincent Moscato avait par le passé disputé un combat de boxe contre Yacine Kingbo, dans le cadre de la soirée Nunn-Curry à Bercy en octobre 1990. Il profite de cette suspension pour remettre les gants, disputant neuf combats.
Le 19 juin 1993, il est invité pour jouer avec le XV du Président contre les Barbarians français pour le Centenaire du rugby à Grenoble.
En 1995, il intègre le CA Brive de Patrick Sébastien avec lequel il remporte le challenge Yves du Manoir et atteint la finale du Championnat perdue contre le Stade toulousain. L'année suivante, il accepte de rejoindre le club ambitieux du Stade français Paris promu en seconde division, présidé par Max Guazzini et coaché par Bernard Laporte, son ami et ancien partenaire de Gaillac et de Bègles. Après une saison en seconde division, le club remonte dans l'élite et Vincent Moscato obtient avec ses compères Gimbert et Simon un second titre de champion de France en 1998 ; il est alors le capitaine. Il est d'ailleurs le premier capitaine français d'une équipe à soulever un trophée dans le tout récent Stade de France (le premier capitaine étant Rai le 12 mars 1998).
Le 15 octobre 1997, il est de nouveau invité avec les Barbarians français pour jouer contre le Lansdowne RFC à Dublin. Les Baa-Baas s'imposent 31 à 24. Le 11 novembre 1997, il est capitaine des Baa-Baas contre l'Afrique du Sud à Biarritz. Les Baa-Baas s'imposent 40 à 22.
En 1999, il commence sa carrière d'entraîneur au PUC avec Jean Trillo en Fédérale 1 puis il rejoint le Métro Racing 92 en Pro D2 à l'été 2001. Par la suite, il fera deux retours au PUC en janvier 2003 et en novembre 2005 avec Lionel Marin.
En mai 2000, il est sélectionné une dernière fois avec les Barbarians français pour jouer le Pays de Galles au Millennium Stadium de Cardiff. Les Baa-Baas s'inclinent 40 à 33.
Il fait partie, selon un article du quotidien britannique The Times publié en 2006, des dix joueurs français de rugby « les plus effrayants »,.

### Palmarès

#### Joueur
En sélection
- 4 sélections dans le XV de France, en 1991-1992

En club
- Championnat de France de première division :
  - Champion (2) : 1991 et 1998
  - Vice-champion (1) : 1996
- Challenge Yves du Manoir :
  - Vainqueur (2) : 1996 et 1999
  - Finaliste (2) : 1991 et 1998

#### Entraîneur
- Champion de France de la Fédérale 2 en 2004[13] avec le Paris UC.

## Reconversion médiatique
Au début des années 2000, il occupe un rôle de consultant rugby à France Télévisions.
Le 4 avril 2005, Vincent Moscato devient consultant sur Sud Radio,.

### Arrivée à RMC
En novembre 2005, il quitte Sud Radio et rejoint RMC pour participer aux émissions Viril mais Correct avec François Pesenti et Jacques Verdier et À vos marques avec Yann Lavoix et Sarah Pitkowski,.
En septembre 2006, RMC lui confie une émission libre antenne nommée Radio Moscato de 22 h à 0 h du mardi au vendredi.
Le 22 octobre 2007, il devient animateur du Moscato Show du lundi au vendredi entre 18 h et 20 h avec Éric Di Meco, Maryse Éwanjé-Épée, Pierre Dorian et Adrien Aigoin. En août 2008, il présente l'Intégrale olympique de 16 h à 18 h durant les Jeux olympiques à Pékin. Le 25 août 2014, l'émission est renommée Super Moscato Show et change d'horaire pour passer à 16 h. Elle fait progresser l'audience de la tranche et s'installe durant les années suivantes. Pendant la saison 2014-2015, il finit par dépasser en termes d'audiences Cyril Hanouna, dont l'émission est diffusée aux mêmes horaires sur Europe 1.
D'avril 2009 à juin 2011, il anime Les Paris RMC avec Luis Fernandez, Rolland Courbis et Éric Di Meco le samedi entre 10 h et 11 h 30, émission consacrée au paris sportifs.
Le 10 mai 2013, il est élu « Lucarne d'or » du meilleur animateur radio.
En 2018-2019, le Super Moscato Show est également diffusé à la télévision, sur RMC Sport 1, du lundi au jeudi.
Depuis la rentrée 2020, le Super Moscato Show est à l'antenne sur la tranche 15 h -18 h.
En octobre 2024, le Super Moscato Show est exceptionnellement diffusé sur RMC Story pour les 20 ans de l'émission Les Grandes Gueules.

### Autres activités
Durant la Coupe du monde 2003, Vincent Moscato est auteur et acteur principal du programme court Allez la Saussouze ! sur France 3.
En février 2005, Vincent Moscato participe à l'émission de télé réalité Première Compagnie sur TF1.
À l'occasion de la coupe du monde de rugby 2007, Vincent Moscato rejoint TF1[réf. nécessaire] et Eurosport.
À l'automne 2018, il participe à la neuvième saison de l'émission Danse avec les stars sur TF1, aux côtés de la danseuse Candice Pascal, et termine neuvième de la compétition.

## Filmographie

### Cinéma
- 1993 : Regarde-moi quand je te quitte de Philippe de Broca : Le fiancé de Rebecca
- 2000 : Le Placard de Francis Veber : Ponce
- 2000 : Vercingétorix de Jacques Dorfmann : Moscatos
- 2001 : Voyance et Manigance d'Éric Fourniols : Sahuc
- 2003 : Tais-toi ! de Francis Veber : Raffi
- 2003 : À la petite semaine de Sam Karmann : le sbire
- 2003 : Les Gaous de Igor Sékulic: Gérard
- 2004 : 36 quai des Orfèvres d'Olivier Marchal : Jenner
- 2004 : Albert est méchant de Hervé Palud : le vigile
- 2006 : Un ticket pour l'espace de Éric Lartigau: le vigile
- 2008 : Astérix aux Jeux Olympiques de Frédéric Forestier : le lutteur Goth
- 2010 : Protéger et servir de Éric Lavaine : le policier Schmidt
- 2010 : Camping 2 de Fabien Onteniente : Mario
- 2011 : Le Fils à Jo de Philippe Guillard : Jean-Paul dit Pompon
- 2012 : Astérix et Obélix : Au service de Sa Majesté de Laurent Tirard : Pilliébax
- 2013 : Vive la France de Michaël Youn : Oncle Momo
- 2015 : On voulait tout casser de Philippe Guillard : Tony
- 2020 : Divorce Club de Michaël Youn : Patron sex-shop
- 2020 : Opération Portugal de Frank Cimière : Agent Chabin
- 2023 : Super-bourrés de Bastien Milheau : Pascal

### Doublage
- 2013 : Khumba d'Anthony Silverston : le capitaine

### Télévision
- 2003 : Allez la Saussouze! (Série TV) : Vincent
- 2005 : Malone (Série TV) : Le patron du cabaret
- 2007 : Le Tuteur (Série TV) : Marcello
- 2008 : Oscar (Téléfilm) : Philippe
- 2016 : Léo Matteï, Brigade des mineurs (Série TV) : Éric Guillard
- 2020 : Astrid et Raphaëlle (Série TV) : Marc Varenne

## Spectacles

### Théâtre
- 1999 : Un poulet dans la mêlée, Théâtre Montmartre-Galabru
- 2008 : Oscar de Claude Magnier, mise en scène Philippe Hersen, Théâtre du Gymnase Marie Bell
- 2009 : Le Siècle sera Féminin ou ne sera pas, de et mise en scène Dominique Coubes et Nathalie Vierne, Théâtre du Gymnase Marie Bell

### One-man-show
- 2010-2013 : Moscato one man chaud coécrit avec Éric Carrière et Krystel Moscato.
- 2014-2018 : Moscato au galop coécrit avec Frédéric Pouhier et Krystel Moscato.
- 2018-2023 : Moscato complètement jojo coécrit avec Frédéric Pouhier et Krystel Moscato.
- Depuis 2024 : Moscato passe à table.

## Participation à la télévision
- 2000 : Fort Boyard sur France 2 : candidat
- 2003 : Allez la Saussouze ! d'Éric Fourniols et Vincent Manniez sur France 3 : auteur et comédien
- 2005 : Première compagnie sur TF1 : candidat
- 7 juillet 2006 : Cauet retourne la télé sur TF1 : comédien
- 23 juin 2009 : Le Quatrième Duel sur France 2 : invité
- 18 avril 2011 : Incroyables Expériences sur France 3 : invité
- 2012 : Publicité pour le Fromage AOP Cantal
- 10 avril 2015 et 22 juillet 2016 : Vendredi tout est permis avec Arthur sur TF1 : invité
- 28 novembre 2016 : L'Œuf ou la Poule ? sur C8 : invité
- 2017 : Saison 2 du Meilleur Pâtissier, spécial célébrités sur M6 : candidat
- 2018 : Saison 9 de Danse avec les stars sur TF1 : candidat
- 10 octobre 2018 : Strike sur C8 : invité

## Publications
- La philo Moscato, Vincent Moscato et Krystel Moscato, Éditions Michel Lafon, 2017  (ISBN 978-2749934211)